# Maglán
Maglán (en hebreo: מגלן), también conocida como Unidad 212 o Sayeret Maglán, es una unidad de fuerzas especiales de las Fuerzas de Defensa de Israel (FDI). Está especializada a operar detrás de las líneas enemigas y en las profundidades del territorio enemigo utilizando armamento y tecnología avanzada. La unidad Maglán forma parte de la Brigada Oz de comandos de las FDI, sus operadores reciben entrenamiento y forman parte de la 98.ª División de Paracaidistas de las FDI. El nombre de la unidad significa "Ibis" (en hebreo: Maglán). Según un oficial, "Maglán es un pájaro que sabe adaptarse a cada situación". La unidad se fundó en 1986, aun así su existencia no fue reconocida hasta el año 2006.

## Historia

### Introducción
Se sabe muy poco sobre esta unidad, solamente se sabe que se trata de una fuerza que realiza operaciones de máximo secreto tras de las líneas enemigas. Las FDI mantienen en secreto las misiones designadas a Maglán y no hay información sobre las operaciones en las que participa la unidad. La unidad secreta ha registrado incontables horas de operaciones de alto riesgo realizadas tras las líneas enemigas, la mayoría de las cuales nunca han sido desclasificadas. Los soldados de la unidad llevan boina roja, botas de combate marrones, entrenan en una base militar y forman parte de la 98.ª División de Paracaidistas. De igual modo que el Sayeret Matkal, la unidad Maglán depende del Estado Mayor de las FDI y no de sus mandos regionales. La unidad estuvo activa en el sur del Líbano, donde llevó a cabo numerosas misiones exitosas contra el grupo chií Hezbolá. Maglán participó en centenares de misiones en Cisjordania y en la Franja de Gaza durante la Segunda Intifada, dedicandose especialmente a la detención de sospechosos. 

### Guerra del Líbano de 2006
Durante la Guerra del Líbano de 2006, la unidad participó en muchas operaciones y consiguió un gran éxito. El 19 de julio de aquel año, una fuerza de la unidad se apoderó de un refugio fortificado de Hezbolá ubicado cerca de Shaked; dos soldados de las FDI y cinco miembros de Hezbolá murieron en el enfrentamiento. Durante la operación "Beach Boys", realizada durante la Guerra del Líbano de 2006, la unidad Maglán entró en la franja costera del Líbano, donde destruyeron 150 objetivos de Hezbolá, cuarenta de los cuales eran posiciones de lanzamiento de artillería de cohetes. Maglán supervisó la destrucción de puestos de mando, camiones, cajas de munición e infraestructuras de Hezbolá, sus acciones redujeron el lanzamiento de cohetes contra las ciudades del norte de Israel en un 40% por ciento. Después de la Segunda Guerra del Líbano, el sitio de noticias israelí Walla! publicó una historia sobre una operación de Maglán llamada Operación "Beach Boys". Se basó en entrevistas con tres oficiales al mando anónimos de la unidad Maglán. Según este informe, decenas de soldados de Maglán fueron transportados en helicóptero, a principios de agosto, al sur del Líbano. Después de esconderse de un escuadrón de Hezbolá que pasaba, los soldados comenzaron a solicitar ataques aéreos contra los lanzacohetes de Hezbolá, así como contra los cuarteles generales, camiones, depósitos de municiones y otra infraestructura militar.  Según un artículo de opinión del diario The Jerusalem Post, un total de 150 objetivos de Hezbolá, incluidos 40 lanzadores de cohetes, fueron destruidos.  La operación duró 11 días antes de que los soldados fueran retirados, cuando entró en vigor un alto el fuego.

### Operación Margen Protector
Durante la Operación Margen Protector, la unidad participó en combates en la Franja de Gaza. El 30 de julio de 2014, tres soldados de Maglán, Matán Gotlib (21), Omer Hay (21) y Guy Algranati (20) murieron y 15 más resultaron heridos por explosiones en un túnel con trampas explosivas excavado por Hamás. En 2015, Maglán recibió una mención del Jefe del Estado Mayor de las FDI por sus actividades durante la operación "Margen Protector".

### 2018
El 12 de julio de 2018, los francotiradores de Maglán ganaron el concurso internacional de francotiradores de las FDI, superando a unidades como el Sayeret Matkal, los Navy SEAL de la Armada de los Estados Unidos y la escuela de francotiradores del Ejército de los Estados Unidos. 

### 2020
El 2 de agosto de 2020, la unidad emboscó y mató cuatro militantes palestinos en el sur de los Altos del Golán mientras estaban desplegando artefactos en la valla de seguridad.

### Guerra entre Israel y la Franja de Gaza de 2023
Durante la Guerra entre Israel y la Franja de Gaza de 2023, la unidad estuvo involucrada en la batalla de Zikim, según un video publicado en las redes sociales por las FDI. La unidad perdió a 14 soldados en los primeros días de los ataques, siendo una de las primeras unidades en responder a los ataques del grupo yihadista Hamás.

## Entrenamiento
Los reclutas se entrenan ampliamente durante 18 meses en el que se considera uno de los cursos de formación más difíciles de las FDI. Los alumnos primero pasan por 6 meses de entrenamiento básico y avanzado de infantería dentro de la 98.ª División de Paracaidistas, incluido un curso de paracaidismo. Los soldados tienen que completar la marcha de la boina, una marcha de 60 km (en hebreo: Masa Kumta) hasta la base de la unidad Maglán para continuar con su entrenamiento. Los reclutas pasan por cursos de navegación, camuflaje, observación, guerra especializada y dispositivos operativos especiales. Los estándares físicos son altos, los candidatos son obligados a llevar equipos que pesan alrededor del 70% de su masa corporal durante varias decenas de kilómetros. Alrededor de dos tercios de los candidatos abandonan el curso a causa de la dura naturaleza del programa. Cada recluta también pasa por el curso de comandante de las FDI. Hacia el final de la formación, los reclutas aprenden las habilidades específicas de la especialidad de su unidad. La ceremonia de finalización de la formación se celebra en secreto y a puerta cerrada.